# Grupos de células dopaminérgicas
Los grupos celulares dopaminérgicos, grupos celulares DA o núcleos dopaminérgicos son conjuntos de neuronas del sistema nervioso central que sintetizan el neurotransmisor denominado dopamina. En la década de 1960, Annica Dahlström y Kjell Fuxe, que utilizaron la fluorescencia histoquímica, identificaron y nombraron por primera vez las neuronas dopaminérgicas. El posterior descubrimiento de genes que codifican enzimas que sintetizan dopamina y transportadores que incorporan dopamina a las vesículas sinápticas o la reclaman tras su liberación sináptica, permitió a los científicos identificar las neuronas dopaminérgicas mediante el etiquetado de la expresión de genes o proteínas específicos de estas neuronas.
In the mammalian brain, dopaminergic neurons form a semi-continuous population extending from the midbrain through the forebrain, with eleven named collections or clusters among them.

## Grupo celular A8
El grupo A8 es un pequeño grupo de células dopaminérgicas en roedores y primates. Se localiza en la formación reticular del mesencéfalo, dorsolateral a la sustancia negra a nivel del núcleo rojo y caudalmente. En el ratón se identifica con el campo retrorubral definido por tinciones clásicas.

## Grupo celular A9
El grupo A9 es el grupo más denso de células dopaminérgicas y se localiza en el mesencéfalo ventrolateral de roedores y primates. En su mayor parte es idéntico a la pars compacta de la sustancia negra, como se desprende de la acumulación de pigmento de neuromelanina en el mesencéfalo de humanos adultos sanos.

## Grupo celular A10
El grupo A10 es el mayor grupo de células dopaminérgicas del tegmento ventral del mesencéfalo de roedores y primates. Las células se localizan en su mayor parte en el área tegmental ventral, el núcleo lineal y, en los primates, la parte de gris central del mesencéfalo situada entre los complejos nucleares oculomotores izquierdo y derecho.

## Grupo celular A11
El grupo A11 es un pequeño grupo de células dopaminérgicas localizadas en el núcleo periventricular posterior y el núcleo periventricular intermedio del hipotálamo en el macaco. En la rata, también se encuentran pequeños números de células asignadas a este grupo en el núcleo posterior del hipotálamo, el área supramamilar y el núcleo reuniens. Las células dopaminérgicas de A11 pueden ser importantes en la modulación del procesamiento auditivo.

## Grupo celular A12
El grupo A12 es un pequeño grupo de células del núcleo arqueado del hipotálamo en primates. En la rata también se observan algunas células pertenecientes a este grupo en la porción anteroventral del núcleo paraventricular del hipotálamo.

## Grupo celular A13
El grupo A13 se distribuye en grupos que, en el primate, son ventrales y mediales al tracto mamilotalámico del hipotálamo; unos pocos se extienden hasta el núcleo reuniens del tálamo. En el ratón, A13 se localiza ventral al tracto mamilotalámico del tálamo en la zona incerta.

## Grupo celular A14
El grupo A14 consiste en unas pocas células observadas en y cerca del núcleo periventricular preóptico del primate. En el ratón, las células del núcleo preóptico anterodorsal se asignan a este grupo.

## Grupo celular A15
El grupo A15 existe en unas pocas especies, como las ovejas, e inmunorreactivo para la tirosina hidroxilasa, un precursor de la dopamina, en muchas otras especies, incluidos roedores y primates. Se localiza en componentes ventrales y dorsales dentro del núcleo periventricular preóptico y partes adyacentes de la región hipotalámica anterior. Se continúa caudalmente con el grupo dopaminérgico A14.

## Grupo celular A16
El grupo A16 se localiza en el bulbo olfatorio de los vertebrados, incluidos roedores y primates.

## Grupo celular Aaq
El grupo Aaq es un grupo escaso de células situadas en la mitad rostral del gris central del mesencéfalo de los primates. Es más prominente en el mono ardilla (Saimiri) que en el macaco.

## Grupo telencefálico
Este grupo es una población de células inmunorreactivas para la dopamina y la tirosina hidroxilasa que están ampliamente distribuidas en el cerebro anterior rostral, incluyendo estructuras como: sustancia innominada, banda diagonal, tubérculo olfativo, área prepiriforme, cuerpo estriado (a niveles rostrales a la comisura anterior), claustro y capas corticales profundas de todos los giros del lóbulo frontal rostral a la cabeza del núcleo caudado; las células también son numerosas en la sustancia blanca intermedia, incluyendo la cápsula externa, la cápsula extrema y la sustancia blanca frontal. Se encuentran en roedores, macacos y humanos.